# Ciril Kutin
Ciril Kutin (tudi Cuttin), slovenski slavist in prevajalec, * 21. december 1911, Volarje, † 27. september 1975, Volarje.
Rodil se je v kmečki družini na Volarjih pri Tolminu. Ljudsko šolo je obiskoval v okolici Dunaja kjer je bila družina med 1. svetovno vojno v begunstvu, po koncu vojne v rodnih Volarjih, gimnazijo v Tolminu, maturiral pa je v Čedadu, se nato vpisal na Leposlovno-filozofsko fakulteto v Padovi ter tam 9. septembta 1939 doktoriral iz slavistike. Italijansko vojsko je služil v Tripoliju (Libija) ter na grški in albanski fronti. Dosegel je čin poročnika in prejel dve odlikovanji. Po kapitulaciji Italije se je naselil v Monzi. Tam je na liceju poučeval literarne predmete. Zanimal se je za slovensko književnost in iz nje prevajal. Njegov najpomembnejši prevod v italijanščino je Cankarjev roman Martin Kačur, ki je leta 1964 izšel pri milanski založbi Rizzoli pod naslovom Biografia di un idealista. Prevedel je še nekaj del Franceta Bevka in Pavla Zidarja, sam pa v italijanskem jeziku napisal deli: La dottrina politica del Machiavelli (Gorica, 1942) in La batteglia di Cossovo e la sua epopea (Monza, 1944).